# Castromourán
Castromourán ist ein Weiler in der Gemeinde Vegadeo der autonomen Region Asturien in Spanien.

## Geographie
Castromourán ist ein Weiler mit 32 Einwohnern (2011) und einer Grundfläche von 19,17 km². Die nächste größere Ortschaft ist Vegadeo, der 8,9 km entfernte Hauptort der gleichnamigen Gemeinde. Der Weiler gehört zu dem Parroquia Piantón.

## Klima
Angenehm milde Sommer mit ebenfalls milden, selten strengen Wintern. In den Hochlagen können die Winter durchaus streng werden.

## Sehenswertes
- Reserva Natural Parcial de la Ría del Eo (Naturpark)